# Liste des départements de la province de Catamarca

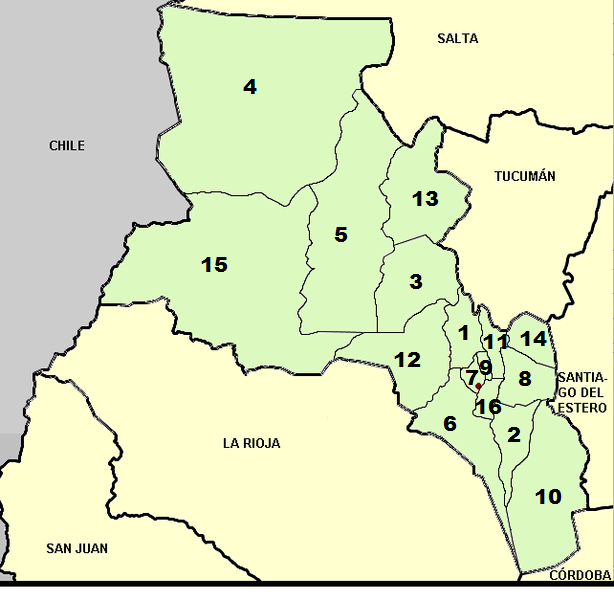
Province de Catamarca, division politique

La province de Catamarca est divisée en 16 départements, qui forment 36 municipes.
Les 16 départements de la province sont :
1. Ambato (La Puerta)
2. Ancasti (Ancasti)
3. Andalgalá (Andalgalá)
4. Antofagasta de la Sierra (Antofagasta de la Sierra)
5. Belén (Belén)
6. Capayán (Huillapima)
7. Capital (San Fernando del Valle de Catamarca)
8. El Alto (El Alto)
9. Fray Mamerto Esquiú (San José)
10. La Paz (Recreo)
11. Paclín (La Merced)
12. Pomán (Saujil)
13. Santa María (Santa María)
14. Santa Rosa (Bañado de Ovanta)
15. Tinogasta (Tinogasta)
16. Valle Viejo (San Isidro)